# Тоёда, Ридзабуро
Ридзабуро Тоёда (яп. 豊田 利三郎 5 марта 1884 – 3 июня 1952) – японский предприниматель. 

## Семья
Зять основателя Toyota Industries Co., Ltd Сакити Тоёды (муж старшей дочери Айко) и основателя Toyota Motor Corporation Киитиро Тоёды.

## Учеба
Родился в 1884 году в городе Хиконе, префектура Сига, его прежняя фамилия – Кодама Ридзабуро. Окончил Высшую коммерческую школу Кобе (ныне Университет Кобе). Окончил Токийскую высшую коммерческую школу (в настоящее время Университет Хитоцубаси). После учебы устроился на работу в Itochu Shoten (ныне Marubeni). Он был первым менеджером филиала в Маниле.

## Предприниматель
В 1939 году стал первым президентом Toyota Automatic Lumber Manufacturing Co., Ltd. (с момента основания фирмы 18 ноября 1926 года) и Toyota Motor Co., Ltd. Также занимал должности президента Toyoda Spinning Co., Ltd. и президента Toyota Koki Co., Ltd..
Изначально Ридзабуро был против производства автомобилей, но позже основал Toyota Motor.
В 1949 году он ушел в отставку из-за слабой деловой активности.
Умер в возрасте 68 лет в 1952 году.